# Santiago Segovia
Santiago Segovia (Concepción del Uruguay, 26 de marzo de 2007) es un futbolista argentino. Juega como mediocampista y su equipo actual es Rosario Central, de la Primera División de Argentina.

## Trayectoria

### Inicios
Se crio futbolísticamente en el club Engranaje de Concepción del Uruguay, donde desde muy chico ya marcaba la diferencia, según palabras de directivos y técnicos de la institución entrerriana.

### Rosario Central
Jugó el primer año de infantiles de Central en 2019. Cuando el fútbol de inferiores se reinició, comenzó directamente en 9.ª Y de ahí en más en 8.ª, 7.ª y este año 6.ª, hasta que dio el salto primero a reserva y de inmediato a primera.
Debutó en la primera de Rosario Central el 31 de octubre de 2024, frente a Barracas central.

## Selección nacional

### Sub-17
En 2022 fue citado a la Selección de fútbol sub-17 de Argentina.

## Estadísticas
Actualizado al 26 de julio del 2025.
| Club                        | Div.       | Temporada  | Liga  | Liga  | Liga   | Copas Nacionales (1) | Copas Nacionales (1) | Copas Nacionales (1) | Copas Internacionales (2) | Copas Internacionales (2) | Copas Internacionales (2) | Total | Total | Total  |
| Club                        | Div.       | Temporada  | Part. | Goles | Asist. | Part.                | Goles                | Asist.               | Part.                     | Goles                     | Asist.                    | Part. | Goles | Asist. |
| --------------------------- | ---------- | ---------- | ----- | ----- | ------ | -------------------- | -------------------- | -------------------- | ------------------------- | ------------------------- | ------------------------- | ----- | ----- | ------ |
| Rosario Central Argentina   | 1.ª        | 2024       | 4     | 1     | 0      | -                    | -                    | -                    | -                         | -                         | -                         | 4     | 1     | 0      |
| Rosario Central Argentina   | 1.ª        | 2025       | 5     | 0     | 1      | 1                    | 0                    | 0                    | -                         | -                         | -                         | 6     | 0     | 1      |
| Rosario Central Argentina   | Total club | Total club | 9     | 1     | 1      | 1                    | 0                    | 0                    | 0                         | 0                         | 0                         | 10    | 1     | 1      |
| (1) Incluye Copa Argentina. |            |            |       |       |        |                      |                      |                      |                           |                           |                           |       |       |        |